# Ōsuga Otsuji

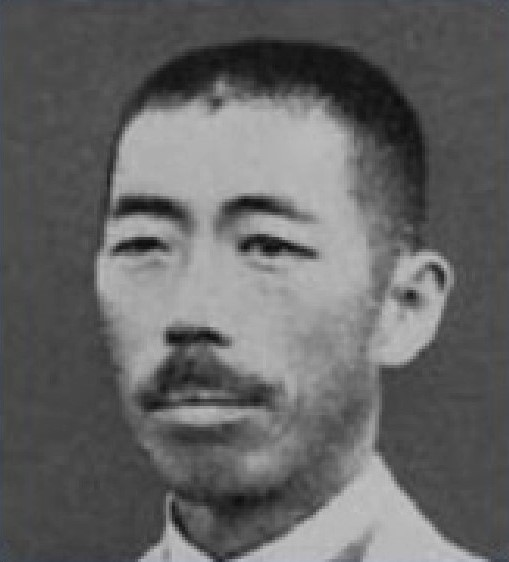
Ōsuga Otsuji

Ōsuga Otsuji (japanisch 大須賀 乙字, Vorname eigentlich Isao; geboren 29. Juli 1881 in Nakamura (Präfektur Fukushima); gestorben 20. Januar 1920 in Tokio) war ein japanischer Haiku-Poet.

## Leben und Wirken
Ōsuga Otsuji befasste sich bereits in der Junior High School mit Haiku. Während seines Studiums der Literaturwissenschaft an der Universität Tokio verfasste er Haiku mit Kawahigashi Hekigotō, Ogiwara Seisensui und anderen. Im Februar 1908 gab er die  ersten Ausgabe des Magazins „Akane“ (アカネ) heraus, in dem er mit seinem Beitrag „Neue Tendenzen in der Haiku-Welt“ (俳句界の新傾向) die „Neuen Tendenzen“ der Hekigotō-Schule feierte. Er kritisierte den schnell berühmt werdenden Hekigotō schon bald darauf, da dieser dazu neige, das Alltagsleben unmittelbar abzubilden, und trennte sich von ihm. Er stritt sich im Magazin „Soun“ (層雲) mit Ogiwara Seisensui, der saisonale Titel und Klischees ablehnte. Er schloss sich Nakatsuka Ippekirōs Gruppe „Kaikō“ (海紅) an, trennte sich aber wieder von ihr. Es gibt ja viele Haiku-Theorien über das saisonale Thema, die Form und den Ton des Haiku.
Ōsuga erkrankte an Grippe und starb früh. Nach seinem Tod wurden „Otsuji Kushu“ (乙字句集), „Otsuji Hai-Ronshu“ (乙字俳論集), beide erscheinen 1921, und „Otsuji Letters Collection“ (乙字書簡集) 1922 veröffentlicht.